# Елея
Вижте пояснителната страница за други значения на Елея.
Вижте пояснителната страница за други значения на Велия.
Елея или Велия (Elea; на гръцки: Ἐλέα, латински: Velia) е древногръцки пристанищен град в Кампания, провинция Салерно в южна Италия. Останките му се намират на няколко км от Тиренско море до днешния град Ашеа (Ascea), на 90 км южно от Неапол.
Градът е основан през 540 пр.н.е. под името Hyele (Ὑέλη) от фокейски гърци от Мала Азия, които избягали от персийската инвазия и става така част от Магна Греция. Става влиятелен търговски град и център на философската школа на Елеатите, от които най-важните представители са Парменид и Зенон Елейски.
През Първата пуническа война е съюзник на Рим, а през Втората пуническа война е важен военен пункт.
През 89/88 пр.н.е. се казва Велия и става муниципиум и получава римско гражданство.
Около него на брега Цицерон и Катон Млади имат хубави вили. Тук е роден и бащата на поета Публий Папиний Стаций.
През 9 век Велия е напуснат от жителите си поради непрекъснатите набези на сарацините и престава да съществува.